# Mickey Gall
Mickey Gall, (Green Brook, 22 de janeiro de 1992) é um lutador profissional de artes marciais mistas que atualmente compete pelo UFC na categoria dos meio-médios.

## Início
Gall nasceu em Green Brook, Nova Jersey. Ele começou a treinar boxe aos 13 anos de idade, fazendo a transição para o jiu-jitsu aos 16. Gall era um wrestler e capitão de futebol americano no Ensino Médio, quando estudava na Watchung Hills Regional High School. Para pagar suas aulas de jiu jitsu enquanto estudava na Rutgers University, Gall trabalhou como motorista de caminhão para a rede de supermercados Walmart.

## Carreira no MMA

### Ultimate Fighting Championship
Gall fez sua estreia no UFC em 6 de fevereiro de 2016 no UFC Fight Night 82, onde ele enfrentou o estreante Mike Jackson. Gall venceu a luta por finalização em apenas 45 segundos.
Gall enfrentou CM Punk em 10 de setembro de 2016 no UFC 203: Miocic vs. Overeem. Ele venceu a luta por finalização no primeiro round.
Gall enfrentou Sage Northcutt em 17 de dezembro de 2016 no UFC on Fox: VanZant vs. Waterson. Ele venceu via finalização no segundo round.
Gall enfrentou Randy Brown em 4 de dezembro de 2017 no UFC 217: Bisping vs. St. Pierre. Ele perdeu por decisão unânime.
Gall enfrentou George Sullivan em 25 de agosto de 2018, no UFC Fight Night: Gaethje vs. Vick. Ele venceu por finalização no primeiro round.
Gall enfrentou Diego Sanchez em 2 de março de 2019 no UFC 235: Jones vs. Smith. Ele perdeu a luta por nocaute técnico.
Gall enfrentou Salim Touahri em 3 de agosto de 2019 no UFC on ESPN: Covington vs. Lawler. Ele venceu por decisão unânime.
Gall enfrentou Mike Perry em 27 de junho de 2020 no UFC Fight Night: Poirier vs. Hooker. Ele perdeu por decisão unânime.

## Cartel no MMA
| Cartel no MMA   |            |            |
| 11 lutas        | 7 vitórias | 4 derrotas |
| Por nocaute     | 0          | 1          |
| Por finalização | 6          | 0          |
| Por decisão     | 1          | 3          |

| Res.    | Cartel | Oponente        | Método                  | Evento                                  | Data       | Round | Tempo | Local                   | Notas           |
| ------- | ------ | --------------- | ----------------------- | --------------------------------------- | ---------- | ----- | ----- | ----------------------- | --------------- |
| Derrota | 7-4    | Alex Morono     | Decisão (unânime)       | UFC on ESPN: Font vs. Aldo              | 04/12/2021 | 3     | 5:00  | Las Vegas, Nevada       |                 |
| Vitória | 7-3    | Jordan Williams | Finalização (mata leão) | UFC on ESPN: Sandhagen vs. Dillashaw    | 24/07/2021 | 1     | 2:57  | Las Vegas, Nevada       |                 |
| Derrota | 6-3    | Mike Perry      | Decisão (unânime)       | UFC Fight Night: Poirier vs. Hooker     | 27/06/2020 | 3     | 5:00  | Las Vegas, Nevada       |                 |
| Vitória | 6-2    | Salim Touahri   | Decisão (unânime)       | UFC on ESPN: Covington vs. Lawler       | 03/08/2019 | 3     | 5:00  | Newark, New Jersey      |                 |
| Derrota | 5-2    | Diego Sanchez   | Nocaute Técnico (socos) | UFC 235: Jones vs. Smith                | 02/03/2019 | 2     | 4:13  | Las Vegas, Nevada       |                 |
| Vitória | 5-1    | George Sullivan | Finalização (mata leão) | UFC Fight Night: Gaethje vs. Vick       | 25/08/2018 | 1     | 1:09  | Lincoln, Nebraska       |                 |
| Derrota | 4-1    | Randy Brown     | Decisão (unânime)       | UFC 217: Bisping vs. St. Pierre         | 04/11/2017 | 3     | 5:00  | New York City, New York |                 |
| Vitória | 4-0    | Sage Northcutt  | Finalização (mata leão) | UFC on Fox: VanZant vs. Waterson        | 17/12/2016 | 2     | 1:40  | Sacramento, Califórnia  |                 |
| Vitória | 3-0    | CM Punk         | Finalização (mata leão) | UFC 203: Miocic vs. Overeem             | 10/09/2016 | 1     | 2:14  | Cleveland, Ohio         |                 |
| Vitória | 2-0    | Mike Jackson    | Finalização (mata leão) | UFC Fight Night: Hendricks vs. Thompson | 06/02/2016 | 1     | 0:45  | Las Vegas, Nevada       | Estreia no UFC. |
| Vitória | 1-0    | Ron Templeton   | Finalização (mata leão) | Dead Serious MMA 17                     | 21/11/2015 | 1     | 2:53  | Filadélfia, Pensilvânia |                 |